# Torre Cepsa
Torre Cepsa, často také Torre Caja Madrid je mrakodrap v Madridu. Má 45 pater a s výškou 250 m je nejvyšším mrakodrapem Španělska. Stojí v moderní obchodní čtvrti Cuatro Torres Business Area. Navrhl jej architekt Norman Foster. Výstavba probíhala v letech 2004–2008. Původně byl plánován jako sídlo firmy Repsol YPF a měl nést jméno Torre Repsol, ale během výstavby se firma rozhodla změnit budoucí sídlo a v roce 2007 byl mrakodrap prodán firmě Caja Madrid za 815 milionů eur.